# Keltischer Ritus

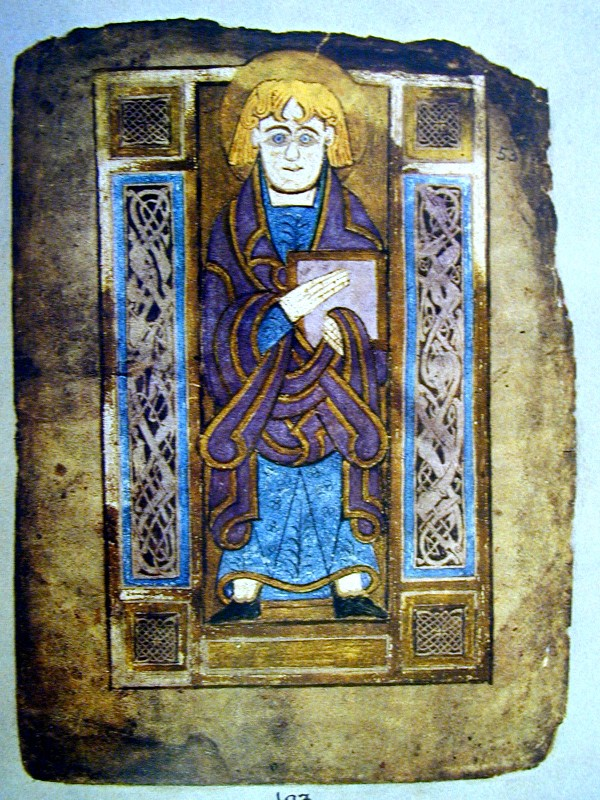
Porträt des Hl. Johannes im „Book of Mulling“

Die Bezeichnung keltischer Ritus oder keltische Liturgie (englisch Celtic Rite) fasst die katholischen Liturgien zusammen, die in Großbritannien, Irland und der Bretagne und teilweise auch im Königreich Galicien und auf der nördlichen Iberischen Halbinsel in Gebrauch waren, wie auch in den Klöstern, die von Iroschottischen Mönchen in Frankreich, Schweiz, Deutschland und Italien im frühen Mittelalter gegründet wurden. Der Begriff bezeichnet keine einheitliche Liturgie, sondern ist ein Sammelbegriff für eine große Vielfalt meist nur fragmentarisch bezeugter Riten. Die Beschäftigung mit außerrömischen Liturgien hat in Großbritannien eine besondere Bedeutung, da sich die hochkirchliche Bewegung der Anglikanischen Kirche immer wieder von Rom abgrenzen muss.

## Die britische Kirche

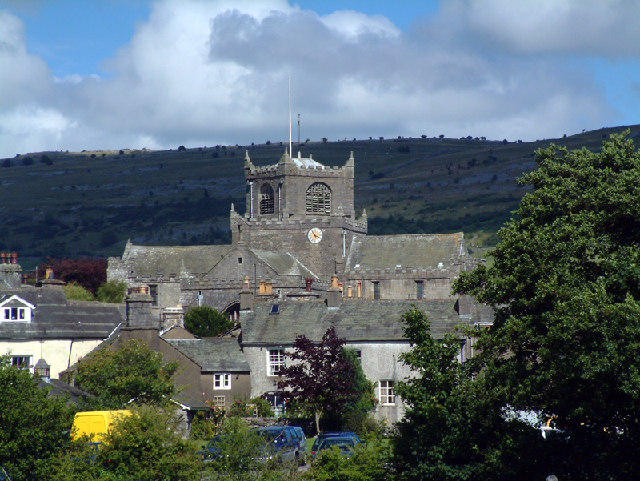
Cartmel bei Morecambe Bay in Nord-West-England beherbergte früher eine Klostergemeinschaft.

Vor dem 8. Jahrhundert gab es in Westeuropa verschiedene Liturgien. Abweichungen in den Abläufen wurden als unwichtig angesehen, so lange der Primat Roms anerkannt wurde. Im Laufe der Christianisierung und der gleichzeitigen politischen Veränderungen vereinheitlichten sich die Liturgien immer mehr, so dass letztlich nach der Vereinigung des Fränkischen Reiches nur noch der römische Ritus, seine ambrosianische Variante, der romanisierte keltische Ritus und der spanisch-fränkische mozarabische Ritus übrig blieben. Britische Bischöfe nahmen Teil an den Konzilien von Arles und von Rimini 359. Außerdem kann man auf Kontakt mit Frankreich schließen durch Schenkungen an St. Martin bei Withern und in Canterbury, durch die Mission des Victridius von Rouen 396, sowie diejenigen von Germanus von Auxerre und St. Lupus, 429 und St. Severus 447. Diese Gesandtschaften sollten den Pelagianismus zu bekämpfen, dessen die britischen Bischöfe beschuldigt wurden.
Einige Teile Britanniens erhielten ihre liturgische Prägung jedoch von späteren irischen Missionaren. Die Heilige Ia von Cornwall und ihre Gefährten, St. Piran, St. Sennen, St. Petroc sowie andere Heilige, die im 5. und 6. Jh. nach Cornwall kamen, brachten ihre gewohnten Riten mit. Cornwall führte kirchliche Auseinandersetzungen mit Wessex (6./7. Jh.), was im Leofrics Missal erkennbar ist, auch wenn die Einzelheiten nicht bekannt sind.
Wichtige Unterschiede zwischen der britischen Kirche und der römischen Kirche bestanden beim Ostertermin, der Tonsur und der Taufliturgie. Gildas verzeichnet überdies einige Unterschiede bei der Ordination.

## Liturgie
Das älteste Messformular stammt aus dem 9. Jh. Es ist offensichtlich kornisch, da es die „Ecclesia Lanaledensis“ (wohl St Germans in Cornwall) erwähnt, wobei dies auch der sächsische Name für Aleth war (heute Teil von Saint-Malo). Es ist zu Ehren von St. Germanus verfasst. Stark römisch geprägt, stammt es wahrscheinlich aus der Zeit, in der Cornwall schon unter sächsischem Einfluss stand. Einzigartig ist allerdings sein Vorwort. Darüber hinaus enthält es Glossen in Walisisch oder Kornisch oder Bretonisch.
Anglikaner im 19. Jahrhundert vermuteten, dass Irenäus als Schüler von Polykarp den Ephesinischen Ritus in die Provence brachte, von wo er sich durch Gallien und Britannien verbreitete und auch Basis für den Sarum Rite wurde. Die Auffassung, dass der Gallikanische Ritus ephesinischen Ursprung hat, beruhte zunächst auf einer Bemerkung von Colman von Lindisfarne von 664 bei der Synodes von Whitby zum Ursprung des keltischen Osterfestes sowie auf einer Aussage eines irischen Schriftstellers aus dem 8. Jahrhundert, wonach die keltische Heilige Liturgie aus Alexandria stamme. Auch Erzbischof Nuttall bestätigte die Herkunft des Keltischen Ritus aus der Ostkirche. Die Catholic Encyclopedia setzte dagegen, dass der Sarum Rite mehr oder weniger eine Variante des Römischen Ritus sei.
Ein Brief von Papst Zacharias an Bonifatius (1. Mai 748,) berichtet, dass eine Englische Synode jede Taufe verboten habe, die nicht im Namen der Dreieinigkeit vollzogen würde. Henry Spelman und Wilkins vermuteten diese Synode 603 in London, während Giovanni Domenico Mansi sie in das erste Jahr von Theodor von Tarsus 668 verlegt. Im „Poenitentiale Theodori“ (Lib. II, cap. iii, 13) wurde die Möglichkeit angesprochen, dass Priester, wahrscheinlich vornehmlich keltische Priester, ungültig getauft seien. In Kapitel ix wurde daraufhin die „reordination“ derer angeordnet, die durch schottische und britische Bischöfe konsekriert worden seien, und, die „nicht katholisch in ihren Osterfeiern und in ihrer Tonsur sind“. Darüber hinaus sollten ihre Kirchen mit Weihwasser besprengt werden. Offenbar ähnelte der Brauch der Taufe dem spanischen mit einer einzigen Untertauchung. Diese Form wurde von Rom für die spanische Kirche erlaubt.

### Ostern
Iren und Briten hielten am alten Jahreszyklus von 84 Jahren statt 19 Jahren fest und zählten die dritte Woche des österlichen Mondzyklus vom 14. bis zum 20. statt vom 15. zum 21. Tag. Bis 457, als der 532-Jahres-Zyklus des Victorius von Aquitanien in Rom eingeführt wurde, stimmte Britannien mit Rom überein und unterschied sich damit von Alexandria. Dies änderte sich 525, als Rom den 19-Jahre-Zyklus von Dionysius Exiguus übernahm und sich damit den Ostkirchen anpasste.
Auf der Synode von Whitby könnte Colman die Auseinandersetzung der Quartodezimaner vor Augen gehabt haben, als er behauptete, das gälische Ostern habe seinen Ursprung in Ephesus. St. Wilfrid gab zurück, dass nach der Quartodecimischen Regel Ostern an irgendeinem Tag der Woche gehalten werden müsse, während die Kelten es nur am Sonntag feierten. Auch St. Aldhelm scheint in seinem Brief an König Gerontius von Dumnonia die Christen Cornwalls des Quartodecimanismus zu bezichtigen.
Der Dissens bei der Osterfrage wurde schließlich an verschiedenen Orten zu verschiedenen Zeiten beigelegt: In Süd-Irland 626–628; in Nord-Irland 692; in Northumbria (bekehrt durch keltische Mission), 664; East Devon, Somerset, die Kelten unter Wessex, 705; die Picten, 710; Iona, 716–718; Strathclyde, 721; North Wales, 768; South Wales, 777; Cornwall blieb am längsten bei seiner Praxis, möglicherweise sogar bis zur Zeit des Bischofs Aedwulf von Crediton (909).

## Der Gälische Ritus
Es gab in Irland schon vor St. Patrick Christen, aber es gibt keine Kenntnisse darüber, wie diese ihren Gottesdienst feierten, und ihre Existenz wird von Tirechan Catalogus Sanctorum Hiberniae aus dem 7. Jahrhundert verschwiegen. Dieser „Katalog“ ordnet die Heiligen Irlands in drei Linien und deckt 225 Jahre seit der Ankunft des heiligen Patrick ab. Er beschreibt die Entwicklung des Christentums seit der Herrschaft von Laoghaire MacNeil 440 bis zur Herrschaft von Blathmac und Diarmait, den Söhnen von Aodh Slane 665. Jede Linie, so wird angegeben, bestand über die Regierungszeit von 4 Königen. Symmetrie wird dadurch geschaffen, dass etwa 6 dazwischenliegende Regierungszeiten ausgelassen werden, aber die Eckdaten sind eindeutig und das Werk überliefert Gebräuche des Gottesdienstes, zu Ostern und Fragen zur Tonsur.
Die erste Linie fällt in die Zeit von St. Patrick, von der Herrschaft Laoghaires an bis zu derjenigen von Túathal Máelgarb (~ 440–544). Alle 350 dieser Linie waren Bischöfe, Kirchengründer, Römer, Gallier, Briten und Schotten. Sie hatten ein Haupt, Christus, einen Führer, Patrick, eine Messe und eine Tonsur von Ohr zu Ohr. Ostern feierten sie eine Nacht nach dem Frühlings-Äquinoktium („quarta decima luna post aequinoctium vernale“).
Die zweite Linie bestand aus wenigen Bischöfen und vielen Priestern, insgesamt 300. Sie dauerte von der Regierung von Tuathal bis zu derjenigen von Áed mac Ainmuirech (~ 544–99). Sie hatten ein Haupt, feierten unterschiedliche Messen und folgten verschiedenen Regeln („diversas regulas“). Sie feierten Ostern am 14. des Monats nach dem Äquinoktium und ihre Tonsur ging von Ohr zu Ohr. Sie erhielten eine einheitliche Messe von den Britanniern David von Wales, Gilla (Gildas), und Docus (Cadoc). Das Life of Gildas erzählt, wie König Ainmuire mac Sétnai Gildas rufen ließ, um die kirchliche Ordnung in seinem Reich wiederherzustellen, wo der katholische Glaube verloren gegangen war.
Die dritte Linie waren Priester und wenige Bischöfe, hundert an der Zahl, die in der Wildnis und asketisch lebten („qui in locis desertis habitabant et oleribus et aqua et eleemosynis vivebant, propria devitabant“). Sie folgten verschiedenen Messen und Regeln, hatten unterschiedliche Tonsuren („alii enim habebant coronam, alii caesariem“) und feierten Ostern zu unterschiedlichen Zeiten, manche am 14., manche am 16. des Monats, wohl mit eigenbrötlerischen Ideen („cum duris intentionibus“). Diese Zeit dauerte von der Regierungszeit von Áed Sláine bis zu derjenigen seiner zwei Söhne Diarmait und Blathmac (~ 599–665).
Die „unam celebrationem“ der ersten Linie und die „diversas regulas“ der zweiten und dritten Linie beziehen sich möglicherweise beide auf das Hochamt. Anscheinend feierte die erste Linie die Messe nach einer Form, die Patrick eingeführt hatte. Er war ein Schüler von Germanus von Auxerre und Honoratus von Lérins. Dementsprechend war es wahrscheinlich eine Messe nach gallikanischer Art. Der Tractat Cott. MS. Nero A. II aus dem 8. Jahrhundert schreibt, dass Germanus den „Cursus Scottorum“ an Patrick vermittelte. Daher ist es verständlich, dass die Britische Messe, die von David, Gildas, und Cadoc eingeführt wurde, sich davon unterschied. Die zweite und dritte Linie benutzten teilweise die Messform von Patrick und teilweise die Messform britischen Ursprungs; in der dritten Linie wurden zusätzlich römische Messformen verwendet.
Die Ausführungen des „Catalogus“ scheinen anzudeuten, dass die erste und zweite Linie Quartodecimanen gewesen sind. Jedoch ist dies sehr unwahrscheinlich, da sonst die dritte Linie teilweise zu den Sextodecimanen gehören müsste. Demnach kann dies nur bedeuten, was auch aus anderen Quellen bekannt ist: der vierzehnte Tag des Monats war der frühest mögliche Ostertermin. Die Doppeldeutigkeit der Aufzeichnungen führte auch Colman und Aldhelm in die Irre. Die erste und zweite Missionslinie hielt sich an die keltische Tonsur, während die römische (runde) Tonsur während der dritten Missionslinie teilweise in Gebrauch kam.
Nach dieser Zeit gibt es einen dunklen Zeitabschnitt, in dem das römische Osterdatum sich überall durchsetzte, das in Südirland zwischen 626 und 28 Akzeptanz erlangte. Möglicherweise kam auch eine Messform in Gebrauch, die – wie die Fragmente von Karlsruhe und Piacenza, sowie die Missale von Stowe und Bobbio – den römischen Kanon mit einigen nicht-römischen Details benutzte. Es dauerte bis ins 12. Jahrhundert, bis der gesonderte Irische Ritus verboten wurde, der laut Gilbert (1106–1139) beinahe überall in Irland in Gebrauch war. Malachy, Bischof von Armagh (1134–1148), begann den Kampf gegen diesen Ritus und auf der Synode von Cashel 1172 wurde letztendlich ein römischer Ritus festgelegt, „juxta quod Anglicana observat Ecclesia“ (damit England der Kirche gehorcht).

## Schottische Quellen
In Schottland selbst gibt es kaum Informationen. Beziehungen mit Irland waren wahrscheinlich und die wenigen Details die erhältlich sind, finden sich in Quellen wie Adamnans Vita Columbae. Die verschiedenen Relikte der Scoto-Northumbrischen Kirche deuten auf eine generelle Übereinstimmung mit Irland in dieser frühen Periode. Vom Ritus der mönchischen Culdees (Céli Dé, Goillidhe-Dé, „Knechte Gottes“ oder Cultores Dei, „Verehrer Gottes“) ist nur wenig bekannt. Sicherlich hatten sie ihren eigenen Ritus.
Das römische Osterdatum und die Tonsur wurden von den Pikten 710 angenommen. In Iona erfolgte dies 716–18, jedoch erst viel später, etwa 1080, entdeckte und verbot Königin Margareta von Schottland, die Frau von König Malcolm III., bestimmte Bräuche, über die Theodoric, ihr Kaplan und Biograph, uns viel zu wenig berichtet. Margareta wollte die Kirche nach römischem Vorbild reformieren.
Es scheint, dass die Schotten das Fasten nicht am Aschermittwoch begannen, sondern am darauf folgenden Montag, wie es noch immer ambrosianische Praxis ist. Sie weigerten sich, am Ostertag die Kommunion zu nehmen, und aus den vorgebrachten Argumenten ist zu schließen, dass die Laien niemals an der Kommunion teilnahmen. An manchen Orten feierten sie die Messe „contra totius Ecclesiae consuetudinem, nescio quo ritu barbaro“ („im Gegensatz zu den Bräuchen der ganzen Kirche, mit ich weiß nicht was für barbarischen Gebräuchen“). Dieses letzte Statement kann man in Verbindung mit demjenigen aus dem Register of St. Andrew’s (aufgezeichnet 1144–1153) verstehen, „Keledei in angulo quodam ecclesiae, quae modica nimis est, suum officum more suo celebrant.“ („Die Culdees zelebrierten in einem Winkel dieser Kirche, die nicht sonderlich künstlich ist, ihren Gottesdienst nach ihrer Art.“)
Wie groß der Unterschied war, kann aus diesen Äußerungen nicht geschlossen werden. Vielleicht hat Schottland einen primitiven keltischen Ritus erhalten, oder auch die Messformen von Stowe oder Bobbio verwendet, jedoch ist das Fragment des schottischen Ritus, der Krankenabendmahlsgottesdienst im Book of Deer (wahrscheinlich 11. Jh.) offensichtlich nicht römisch, sondern stimmt mit demjenigen aus dem irischen Buch überein.

### The Book of Deer
The Book of Deer ist ein Evangeliar aus Old Deer, Schottland, aus dem 10. Jahrhundert mit Zusätzen aus dem 12. Jahrhundert in Latein, Altirisch und Schottisch-Gälisch. Es befindet sich jetzt in der Cambridge University Library. Es enthält einen Teil einer Agende für die Krankenkommunion mit Gaelischen Rubriken. Die Herkunft des Buches ist ungewiss.

## Irische Quellen
Ab 590 reisten Columban und seine Gefährten auf den Kontinent und gründeten Klöster in Frankreich, Oberdeutschland, der Schweiz und Norditalien. Die bekanntesten davon sind Luxeuil, Bobbio, St. Gallen, und Ratisbon. Die Mönchsregel von Columban ist eine Quelle für die keltische Messe. Irische Missionare mit ihrer sehr strengen Regel waren nicht besonders beliebt bei den gallikanischen Klerikern. Oft versuchten sie die Missionare zu entmutigen. Auf einer Synode von Mâcon (623) wurden verschiedene Angriffe von Agrestius behandelt. Darunter findet sich die folgende: „In summâ quod a caeterorum ritu ac norma desciscerent et sacra mysteria sollemnia orationum et collectarum multiplici varietate celebrarent“. Es gibt eine ganze Reihe von Übersetzungen für diese Phrase. Einige gehen davon aus (mit Benedikt XIV.), dass sie sich auf den Brauch bezieht, vor der Epistellesung mehrere Kollektengebete zu beten im Gegensatz zu dem einen Kollektengebet der römischen Messform. Andere gehen davon aus, dass es sich um eine Vielzahl von Variablen in der Messe handelt, entsprechend denen im hispano-gallikanischen Ritus. Die columbanischen Klöster passten sich nach und nach der Benediktinischen Regel an.

### Das Antiphonale von Bangor
Das Antiphonar von Bangor befindet sich heute in der Biblioteca Ambrosiana in Mailand. Ursprünglich wurde es in der Abtei von Bobbio von einem Manuskript kopiert, welches im Kloster Bangor in Irland, zur Zeit von Abt Cronan (680–91) entstand. Dieses Antiphonale enthält eine große Sammlung von Canticeln, Hymnen, Kollektengebeten, und Antiphonen, die fast alle zur Messe gehören. Bis auf zwei Stücke finden sich hier auch alle Stücke aus dem Turiner Fragment.

### Das Bobbio-Missale
Das Bobbio-Missale ist ein Manuskript aus dem 7. Jahrhundert, welches von Mabillon in Bobbio (Italien) gefunden wurde. Es befindet sich heute in der Bibliothèque Nationale in Paris (Lat. 13,246). Neale und Forbes bezeichnen es als: Missale Vesontionense seu Sacramentarium Gallicanum und bringen es in Verbindung mit Besançon aufgrund einer Messe zu Ehren von St. Sigismund. Duchesne hält seine Form für mehr oder weniger ambrosianisch, Edmund Bishop jedoch hält es für „an example of the kind of book in vogue in the second age of the Irish Saints“ (ein Beispiel für ein Buch nach der Mode der zweiten Generation der Irischen Heiligen). Er setzt es in Verbindung mit dem unzweifelhaft Irischen Stowe-Missale. es enthält eine Missa Romensis cottidiana und Messformulare für verschiedene Tage und Anlässe mit einem Taufformular und der Benedictio Cerei. (Getreidesegen).

### Das Stowe-Missale
Der größte Teil des Manuskripts aus dem 8. oder frühen 9. Jh. wurde von einem Moelcaich geschrieben. Es gibt jedoch auch einige spätere Korrekturen. Moelcaich könnte identisch sein mit Moelcaich MacFlann (bl. 750). Das Stowe-Missale wurde im 18. Jahrhundert von John Grace of Nenah entdeckt. Von ihm wanderte es weiter in die Duke of Buckingham’s library in Stowe. Der Earl of Ashburnham erwarb es 1849 und aus seiner Sammlung gelangte es in die Royal Irish Academy. Es enthält Teile des Evangeliums nach Johannes, die möglicherweise nicht mit den folgenden liturgischen Teilen in Verbindung stehen. Nämlich dem Ordinarium und dem Mess-Kanon, drei Messen, der Taufliturgie und Liturgien von Visitation, Salbung und Krankenabendmahl sowie einer Abhandlung auf Irisch über die Messe. Von dieser Abhandlung gibt es eine ähnliche Form im „Leabhar Breac“.
Im Stowe-Missale gibt es einige nicht-römische Elemente: (1) Eine Bitt-Litanei zwischen Epistel und Evangelium. (2) Das Nach-Sanctus. (3) Das Responsorium des Brotbrechens. (4) Der Ort des Brotbrechens vor dem Vaterunser. (5) die ausführlichen Gebete zum Brotbrechen. (6) Die Kommunion-Antiphone und Responsorium. In der „missa apostolorum et martirum et sanctorum et sanctarum virginum“ nach dem Stowe-Missale, folgt auf Präfation und Sanctus ein Post-Sanctus in gewöhnlicher hispano-gallikanischer Form, „Vere sanctus, vere benedictus“ etc. Dieses geht nahtlos über in das „Qui pridie“, ohne Raum für die Entgegnung „Te igitur“ und den Rest des ersten Teiles des gelasianischen Kanon. Dies könnte die Irische Messe darstellen, wie sie vor der gelasianischen Interpolation ausgestaltet war. In den beiden anderen Messen ist dies nicht vorhanden.

### Das Book of Dimma
Das Book of Dimma ist ein irisches Taschen-Evangelium aus dem 8. Jahrhundert aus der Abbey of Roscrea, County Tipperary, Irland. Es enthält die Evangelien und ein Formular für die Salbung und Krankenkommunion, die zwischen den Evangelien von Lukas und Johannes eingefügt ist. Es befindet sich heute im Trinity College Dublin.

### Das Book of Mulling
Das Book of Mulling ist ein Manuskript des späten 8. Jahrhunderts. Es enthält die Evangelien, ein Formular für Salbung und Krankenkommunion, sowie ein Fragment eines Messformulars.  Lawlor hielt das letztere für den Plan eines täglichen Morgen- und Abendgottesdienstes, während die Herausgebers des Liber Hymnorum es als speziellen Buß-Gottesdienst einstuften und ihn mit dem Bußgottesdienst aus der Second Vision of Adamnan im Speckled Book verglichen.
Das Gottesdienstformular im Book of Mulling lautet:
1. (nicht lesbar)
2. Magnificat
3. Stanzas 4, 5, 6 von Columbas Hymne Noli pater
4. Lesung aus Matthäus 5
5. die letzten drei stanzas der Hymne von St. Secundus, Audite omnes
6. zwei ergänzende stanzas
7. Die letzten drei stanzas der Hymne von Cumma in Fota, Celebra Juda
8. Antiphon Exaudi nos Deus, angehängt an diese Hymne
9. die letzten drei stanzas von St. Hillarius' Hymne, Hymnum dicat
10. Entweder den Antiphon Unitas in Trinitate oder (wie die Skizze bei Adamnan scheinbar zeigt) die Hymne von St. Colman MacMurchon zu Ehren von St. Michael, In Trinitate spes mea
11. Glaubensbekenntnis
12. Vaterunser
13. nicht lesbar, möglicherweise das Kollektengebet Ascendat oratio.

### Liber Hymnorum
Der Liber Hymnorum ist eine Sammlung von vierzig Hymnen in Latein und Irisch. Fast alle davon haben einen irischen Ursprung mit Cantica und „ccclxv orationes quas beatus Gregorius de toto psalterio congregavit“ (365 Gebeten, die der Selige Gregorius aus dem Psalter zusammenstellte). Es gibt erläuternde Vorworte in Irisch oder Latein zu jeder Hymne. Einige finden sich im Antiphonale von Bangor, im Leabhar Breac, und dem Book of Cerne wieder. Vom Liber Hymnorum existieren zwei Manuskripte, die nicht genau übereinstimmen. Eines davon liegt im Trinity College, Dublin. Dieses stammt aus dem 11. Jahrhundert. Das zweite liegt im Franziskanerkloster in Dublin; dieses ist etwas späteren Datums.
Im Liber Hymnorum finden sich Hymnen von Patrick, Columba, Gildas, Sechnall, Ultan, Cummaim von Clonfert, Muging, Coleman mac Ui Clussaigh, Colman Mac Murchan, Cuchuimne, Óengus von Tallaght, Fiach, Broccan, Sanctam, Scandalan Mor, Mael-Isu ua Brolchain und Ninine, neben wenigen nicht-Irischen Dichtern.

### Fragmente
Das Turiner Fragment ist ein Manuskript des 7. Jahrhunderts in der Biblioteca Reale. Mayer argumentiert, dass das Fragment in Bobbio geschrieben wurde. Es besteht aus sechs Blättern und enthält die Cantica, Cantemus Domino, Benedicite und Te Deum mit zugehörigen Gebeten und den Lobpsalmen (117–150), sowie das Benedictus, dessen Text nicht erhalten ist, zwei Hymnen mit zugehörigen Gebeten und zwei weitere Gebete.
Es gibt zwei Karlsruher Fragmente: Vier Seiten in Irischer Schrift aus dem späten 8. oder frühen 9. Jahrhundert enthalten drei Messformulare, eine davon ist „pro captivis“. Die Anordnung erinnert an das Bobbio-Missale insoweit, als Epistel und Evangelium anscheinend den anderen wechselnden Stücken unter dem Titel lectiones ad misam (Messlesungen) vorausgingen. Weitere vier Seiten in Irischer Schrift (9. Jahrhundert) enthalten Fragmente von Messen und Varianten zu den Fürbitten bei den Fürbitten für die Lebenden, die im Stowe-Missale und in Witzels Exzerpt des Fulda-Manuskripts auftauchen. Einige dieser Fragmente sind auf Irisch.
Das Piacenza Fragment besteht aus vier Seiten, von denen die äußeren beiden nicht lesbar sind. Das ganze ist in irischer Schrift, wahrscheinlich aus dem 10. Jh., geschrieben. Die beiden Innenseiten enthalten Teile von drei Messen, von denen eine mit der Überschrift „ordo missae sanctae mariae“ (Liturgie der Messe der Heiligen Maria) betitelt ist. In den anderen sind Präfationen aus zwei Sonntags-Messen des Bobbio-Missale enthalten. Eine davon für den achten Sonntag nach Epiphanias nach Mozarabischem Ritus.
Die St. Galler Fragmente sind Fragmente aus dem 8. und 9. Jh. in den Manuskripten 1394 und 1395 in der Stiftsbibliothek St. Gallen. Das erste Buch (1394) enthält Teile eines Ordinariums einer Messe, die soweit ersichtlich dem Stowe-Missale gleicht. Das zweite (1395) enthält das Glaubensbekenntnis und eine Litanei, ein Fragment einer Totenmesse, ein Gebet zum Krankenbesuch und drei Formen der Segen für Salz und Wasser.
Das Basler Fragment ist ein Psalter aus dem 9. Jh. in Griechisch mit lateinischer Interlinear-Übersetzung. Auf einem losen Blatt am Anfang finden sich zwei Hymnen zu Ehren von Maria und Brigida von Kildare, ein Gebet zu Maria und zu den Engeln und Heiligen, sowie ein langes Gebet „De conscientiae reatu ante altare“.
Das Züricher Fragment ist ein Blatt aus dem 10. Jh. mit dem Profess-Formular einer Nonne.

### Weitere Manuskripte
Neben diesen Manuskripten gibt es zahlreiche weitere, die Spuren von keltischem Einfluss spüren lassen, auch wenn sie nicht liturgisch beziehungsweise noch nicht einmal keltisch sind. Das Book of Cerne zum Beispiel ist eine große Sammlung von Gebeten aus dem frühen 9. Jahrhundert, hergestellt für einen Æthelwold, Bischof von Lichfield (820-40). Es gehörte früher der Abbey of Cerne in Dorset, kommt aber ursprünglich aus dem Gebiet von Mercia und zeigt keltische, anglo-saxonische, karolingische, römische, und byzantinische Einflüsse. Das Leabhar Breac (das „gefleckte Buch“), ein irisches Manuskript des 14. Jahrhunderts, das der Royal Irish Academy gehört, enthält eine sehr große Sammlung kirchlicher und religiöser Stücke auf Irisch. Der Inhalt besteht nicht aus einer Regel mit liturgischem Charakter, aber das Buch enthält eine Variante der irischen Erläuterungen zur Messe, das auch im Stowe-Missale zu finden ist. Ein Manuskript des 8. Jahrhunderts mit möglicherweise northumbrischem Ursprung enthält Stücke aus den Evangelien, Kollektengebete, Hymnen, Gesänge, Privatandachten und ähnliches. Ein Fragment von sieben Blättern eines irischen Manuskripts aus dem 9. Jahrhundert enthält eine Litanei, das Te Deum und eine Anzahl von Privatandachten.
Der erste Ursprung der verschiedenen Gebete und Texte, die in Büchern mit Privatandachten gefunden wurden (wie dem Book of Cerne, Harl. MS. 7635, und MS. Reg. 2. A. xx), steht noch immer zur Debatte.
Das Turiner Fragment und das Antiphonale von Bangor enthalten die meisten Stücke, die nirgendwo sonst oder zumindest in keinen anderen irischen Büchern zu finden sind.
Das Book of Cerne ist eine gehörige Auswahl und Teile davon können auch auf gelasianische, gregorianische, gallikanische, und hispanische Ursprünge zurückgeführt werden. Das Stowe-Missale enthält Stücke die nicht nur im Bobbio-Missale zu finden sind, sondern auch in gelasianischen, gregorianischen, gallikanischen, hispanischen, und selbst ambrosianischen Büchern.

## Hochamt und Liturgie
Hinweise zu Natur und Herkunft der Keltischen Liturgie findet man in der Regel des Columbanus, die Anweisung in Bezug auf die Anzahl von Psalmen gibt, die zu jedem Stundengebet gesungen werden sollten. Darüber hinaus gibt es Hinweise im Turiner Fragment und dem Antiphonale von Bangor, welche den Text von Gesängen, Hymnen, Kollektengebeten und Antiphonen vorgeben. Im Traktat in Cott. MS. Nero A. II., welches den Ursprung des „Cursus Scottorum“ (Cursus psalmorum und Synaxis sind Begriffe, die für die Göttliche Liturgie in der Regel von Columbanus verwendet werden), wie er im 8. Jahrhundert bekannt war und in Anklängen an den Catalogus Sanctorum Hiberniae, der zwischen dem Cursus Gallorum und diesem Cursus Scottorum unterscheidet, der, laut seinem Verfasser auf den Hl. Markus in Alexandria zurückgeht.

### Die Messe
Das Bobbio- und das Stowe-Missale enthalten die irische Ordnung einer täglichen Messe in ihrer späten romanisierten Form. Viele der freien Stücke finden sich sowohl im Bobbio-Missale, als auch in den Karlsruher und Piacenzischen Fragmenten. Daneben gibt es einige Informationen in den St. Galler Fragmenten, dem Bangor-Antiphonale, der Regel für die Krankenkommunion in Book of Dimma, Mulling, und Deer, dem Traktat in Irisch am Ende des Stowe-Missales und seiner Variante im Leabhar Breac.
Das Bobbio-Missale ist ein komplettes Buch nur für den Priester mit Messen für Festtage durch das Jahr. Das Stowe-Missale bietet drei unterschiedliche Formen, ein fragmentarisches Original des 9. Jahrhunderts, die Verbesserungen von Moelcaich und eine Beschreibung der Messe in dem irischen Traktat. Die Stücke, die vom Volk gesprochen werden, sind an manchen Stellen nur durch Anfang und Ende angedeutet. Die originale Stowe-Messe kommt der Bobbio-Form näher als die revidierte Form.
Moelcaichs Version ist eine gemischte Form, gelasianisch, römisch oder romano-ambrosianisch in weiten Teilen und mit starken hispano-gallikanischen Elementen, möglicherweise auch eigenständigen Details. Es ist offensichtlich, dass die römischen Ergänzungen und Ersetzungen auch als solche betrachtet wurden.
Im Bobbio-Missale scheinen die Tagesmessen in der Anordnung gallikanisch zu sein – bis hin zum Vorwort und den gelasianisch-römischen Stücken die später hinzugefügt wurden. Sie enthalten, je nach Umfang, außer Epistellesung, Evangelium und sporadischen Lesungen aus dem Alten Testament oder der Offenbarung (der Prophetie des Ambrosianischen Ritus), die folgenden wechselnden Stücke:
1. Kollekten, gelegentlich als Post Prophetiam bezeichnet.
2. Bittgebet, gelegentlich mit dem gallikanischen Namen als Praefatio bezeichnet, gefolgt von einer oder mehreren Kollekten.
3. Kollekte post nomina (nach den Namen).
4. Kollekte Ad Pacem (zum Frieden).
5. gelegentlich secreta. - Sooft diese Bezeichnung benutzt wird, folgt die Messe komplett der römischen Liturgie und hat keine Praefatio, Post nomina und Ad Pacem, sondern ein einziges Kollektengebet.
6. Contestatio, an einer Stelle als  „immolatio missae“ bezeichnet. Das ist die Praefatio in römischem Sinne.

An dieser Stelle endet die Messe, anscheinend ohne unterschiedene Post-Kommunion, auch wenn diese in drei Messen im Stowe-Missale angegeben ist. Die besonderen Messformen sind: drei für den Advent; Weihnachtsabend und Weihnachtstag; Stephanustag; Tag der Unschuldigen Kinder; Jakobus und Johannes; Beschneidung; Epiphanias; St. Peter’s Chair; Maria; Mariä Lichtmess; (Im Martyrologium von Oengus am 18 Jan.); Fünf Fastenmessen; In symboli traditione; Gründonnerstag; Osterabend und Ostertag; zwei Ostermessen; Auffindung des Kreuzes; Litany days; Himmelfahrt; Pfingsten (in Quinquaginsimo); Johannistag; in S. Johannis passione; Peter und Paul; St. Sigismund; Märtyrer; ein Märtyrer; ein Bekenner; St. Martin; eine Jungfrau; für die Kranken; Hingabe; St. Michael; für Reisende; für den Priester; Missa omnimoda; vier Votiv-Messen; Für Lebende und Tote; in domo cujuslibet; sieben Sonntagsmessen; für den König; zwei Tagesmessen; für einen verstorbenen Priester; Für die Verstorbenen; (61 insgesamt).
Die Messe in symboli traditione enthält die traditio und die expositio symboli, diejenige für Gründonnerstag ist gefolgt von der Lesung für Karfreitag (Lectio Passionis), und die Osterabendmesse wird eingeleitet durch Bittgebete und Fürbittgebete, die heute normalerweise am Karfreitag Verwendung finden, sowie die benedictio cerei (im Bangor-Antiphonale mit Hymne und Gebet aufgeführt), die nur durch das Exultet vertreten wird und die Taufordnung.

### Stundengebet
Die Regel von Columban und das Bangor-Antiphonale bestimmen acht Horen:
1. Ad duodecimam (Vesper, ad Vespertinam und ad Vesperam im Bangor-Antiphonale, Adamnans Leben des hl. Columba nennt es einmal (iii,23) Vespertinalis missa)
2. Ad initium noctis (Komplet)
3. Ad nocturnam, ad medium noctis
4. Ad matutinam (Laudes)
5. Ad secundam (Prim)
6. Ad tertiam
7. Ad sextam
8. Ad nonam

Zu den vier kleinen Horen bestimmt Columban jeweils drei Psalmen, zur Vesper, ad initium noctis, und ad medium noctis jeweils zwölf, und ad matutinam, ein sehr besonderes und kompliziertes Arrangement von Psalmodien, die sich in ihrem Umfang jahreszeitlich unterscheiden: Samstags und sonntags wurden in der Zeit zwischen 1. November und 25. März täglich 75 Psalmen rezitiert, mit einer Antiphon nach jedem dritten Psalm. Vom 25. März bis zum 24. Juni wurden im wöchentlichen Rhythmus jeweils drei Psalmen weggelassen, bis zur Minimalzahl von 36 Psalmen. Anscheinend wurde dieses Minimum für fünf Wochen beibehalten, bevor wieder dieselbe Zunahme stattfand und am 1. November wieder das Maximum erreicht wurde. An den Werktagen lag das Maximum an Psalmen bei 36 und das Minimum bei 24.
Die Regel enthält nichts darüber, wie der Psalter aufgeteilt wurde, aber es scheint, das die „Lobpsalmen“ (147–150) immer gemeinsam gebetet wurden, entsprechend allen anderen Riten, und zwar zu den Laudes. Psalm 139 (Domine, Refugium) wurde zur Prim gesprochen und Adamnan erwähnt, dass Columban Psalm 44 (Eructavit cor meum) mindestens einmal zur Vesper gebetet habe. Die Psalmen zu den kleinen Horen wurden durch eine Reihe von Fürbitt-Versen begleitet.

### Taufe
Für die Taufliturgie gibt es zwei keltische Formulare: eines im Bobbio-Missale (7. Jh) und eines in dem Teil des Stowe-Missale aus dem 9. Jh. Sie unterscheiden sich ganz deutlich in der Anordnung der Zeremonie, obwohl sie einen Großteil ihrer Formeln gemeinsam haben. Sowohl das Stowe- als auch das Bobbio-Missale bringen die gallikanische Fußwaschung nach der Taufe mit Formeln, die denen im Missale Gothicum und Vetus Gallicanum (Gallikanischer Ritus) vergleichbar sind.
Das Stowe-Missale enthält das längste der frühen Formulare und hat die größte Gemeinsamkeit mit der gelasianischen und gregorianischen Form. In manchen Details scheint es eine sehr ungeschickte Anordnung zweier älterer Formen zu sein, denn der Exorzismus, die Abschwörung und das Glaubensbekenntnis erscheinen zweimal. Der lange Segen des Beckens und des Taufwassers ist eine Kombination der gelasianischen und der gregorianischen Form.
Das genaue Taufformel wird im Stowe-Missale nicht überliefert, liest sich aber im Bobbio-Missale wie folgt: „Baptizo te in nomine Patris et Filii et Spiritus Sancti unam habentem [sic] substantiam ut habeas vitam aeternam partem cum sanctis.“ (Ich taufe dich im Namen des Vaters, des Sohnes und des heiligen Geistes, die einer Substanz sind, dass du das ewige Leben teilen mögest mit den Heiligen.) Diese Form ist vergleichbar mit derjenigen des Missale Gothicum, des Vetus Gallicanum und des mozarabischen Liber Ordinum weil sie das „ut habeas vitam aeternam“ hinzufügt. Alle diese Formen haben jedoch zusätzlich unterschiedliche Ergänzungen.

#### DieBobbio-Form
- „Ad Christianum faciendum“ (dt. Zum Christen zu machen) (a) Erster Exorzismus (b) Kreuzzeichen (Signum Crucis) (c) Eingießung (Insufflation)
- Segen des Beckens. (a) Exorzismus des Wassers. (b) zwei Kollektengebet. (c) Sursum Corda und Präfatio. (d) Salbung am Becken
- Zweiter Exorzismus: „Exorcidio te spiritus imunde“ (ich treibe dich aus, unreiner Geist)
- „Ephpheta“. („Effeta, effecta est hostia in odorem suavitatis“ – siehe auch die Stowe-Form).
- Salbung der Katechumenen mit Öl an Nase, Ohren, Brust. Die Formel lautet: „Ungo te oleo sanctificato sicut unxit Samuel David in regem et prophetam“ (Ich salbe dich mit Öl, wie auch Samuel David gesalbt hat zum König und Propheten.)
- Absage (Renunciation). Drei Absagen, die im Stowe-Missale und der Römischen Form aufgeführt sind, werden mit einer Antwort zusammengefasst.
- Glaubensbekenntnis
- Taufe
- Salbung mit der Formel „Deus D. N. J. C. qui te regeneravit“ (Gott, der allmächtige Vater unseres Herrn Jesus Christus, der dich wiedergebar...) etc.
- Einkleidung mit einem weißen Gewand
- Fußwaschung
- Post Baptism, zwei Kollektengebete

#### DieStowe-Form
- Exorzismus und Kreuzzeichen. Drei Gebete. Das erste davon kommt von Moelcaich und enthält das Kreuzzeichen, das zweite kommt auch im Bangor-Antiphonale vor als „Collectio super hominem qui habet diabolum“ (Gebet über einem Menschen, der einen Teufel hat) und das dritte „Deus qui ad salutem“ (Gott, der zum Heil…) wird wiederholt vor dem Segen des Beckens.
- Consecratio salis (Salzsegen) mit einem Exorzismus aus dem Gelasianischen Ritus
- Renunciation – drei einzelne Antworten
- Glaubensbekenntnis in der kürzesten möglichen Form, einem einfachen Bekenntnis zu jeder der drei Personen der Trinität.
- Eingießung ohne Worte
- Salbung auf Brust und Rücken mit Öl und Chrisam „Ungo te oleo sanctificatio in nomine“ (Ich salbe dich mit heiligem Öl im Namen…) etc.
- zweite Absage mit denselben Worten wie vorher
- vier exorzistische Gebete, zwei gelasianische und zwei gregorianische
- irische Anweisung: „Es ist hier, dass Salz in den Mund des Kindes gelegt wird.“
- „Ephpheta“ mit der Formel: „Effeta quod est apertio effeta est hostia in honorem suavitatis in nomine“ (Effata, das heißt „Öffnung“, Effata ist die Hostie zur süßen Ehre im Namen…). Der gelasianische, gregorianische – und der moderne römische Ritus – sprechen: „Effeta quod est adaperire in odorem suavitatis, tu autem effugare Diabole, appropinquabit enim judicium Dei“ (Effata, das heißt „öffnen“, mit süßem Duft, dich aber, Teufel, austreiben, denn wird sich das Gericht Gottes nähern). Das Spiel mit den Worten effeta und effecta ist charakteristisch für die Bobbio- und Stowe-Form. In anderen Büchern wird „Ephpheta“ nicht mit der Gabe von Salz in Verbindung gebracht, sondern mit der Berührung von Nase und Ohren mit Speichel.
- Gebet – „Domine sancte pater omnipotens aeterne deus, qui es et qui eras et qui venturus es“ (Herr, heiliger Vater, allmächtiger, ewiger Gott, der du bist und der du warst und der du kommst). Dieses Gebet erscheint im gelasianischen als Gebet „Ad catechumenum ex Pagano faciendum“ (Um einen Katechumenen aus einem Heiden zu machen). Es wird auch heute in der römischen Taufe von Erwachsenen gesprochen vor der Gabe des Salzes, wenn der Konvertit vorher einem paganen Kult angehörte.
- Gebet – „Deus qui ad salutem humani generis“ (Herr, der du zum Heil des menschlichen Geschlechts…). Dieses Gebet, das im gelasianischen, gregorianischen, und modernen römischen Formular Teil des Wassersegens ist, wird hier zum zweiten Mal wiederholt, nachdem es schon einmal bei dem ersten Exorzismus gesprochen wurde.
- Gebet – „Exaudi nos Domine…et mittere dignare“ (Höre uns, Herr…). Das Gebet wird bei den „Asperges“ im modernen römischen Ritus gesprochen.
- Zweite Salbung – „Huc usque catechumenus. Incipit oleari oleo et crismate in pectus et item scapulas antequam baptizaretur.“ (Bis hierhin ist er ein Katechumene. Man beginnt, dass er mit Öl und Chrisam auf Brust und ebenso Schultern gesalbt wird, bevor er getauft wird.)
- Litanei „circa fontem canitur“ (Gesungen beim Umrunden des Beckens) – ohne Text. Im ambrosianischen Ritus wird diese Litanei nach der Taufe, im modernen römischen Ritus am Vorabend von Ostern nach der Segnung des Beckens gesprochen.
- Zwei Psalmen (in Auswahl) – „Sitvit anima mea usque vivum, quemadmodum. Vox Domini super aquas multas. Adferte.“ , Verse aus Ps. 41, 2 und Ps. 28, 3. der Komplette Ps. 41 wird in der ambrosianischen, und Ps. 28 in der römischen Taufe Erwachsener gesprochen.
- Segen des Beckens – Der erste Teil besteht aus einem Exorzismus, der immer mit dem Segen des Beckens und des Wassers darin verbunden ist. Der zweite Teil besteht aus dem Gebet „Omnipotens sempiterne Deus, adesto magnae pietatis tuae mysteriis“ (Allmächtiger ewiger Gott, hilf mit deiner großen Pietas in den Geheimnissen) zusammen mit der Präfatio und anderen Gebeten, die in den gelasianischen, gregorianischen und modernen römischen Oster-Abend-Feiern Verwendung finden, bis hin zur Ausgießung des Chrisam ins Becken. Die folgende Anweisung bestimmt, dass das Chrisam „in modum crucis“ (kreuzförmig) ins Becken gegossen werden soll – „et quique voluerit implet vasculum aqua benedictionis ad domos consecrandas et populus praesens aspergitur aqua benedicta“. (und wer will, fülle eine Flasche mit dem Wasser des Segens zum Weihen von Häusern, und das anwesende Volk wird mit gesegnetem Wasser besprengt.)
- Glaubensbekenntnis in leicht erweiterter Form
- Taufhandlung – eine dreifache Untertauchung oder Besprengung, allerdings ohne Taufformel.
- Salbung (chrismation) – „in cerebrum in fronte“ (auf der Stirn) mit dem Gebet „Deus omnipotens Pater D.N.J.C. qui te regeneravit“ (Gott, der allmächtige Vater unseres Herrn Jesus Christus, der dich wiedergebar...) so wie es auch im gelasianischen, gregorianischen, modernen römischen und ambrosianischen Ritus, im Bobbio und Vetus Gallicanum vorhanden ist. Die Formel lautet: „Ungo te de oleo et de Chrismate salutis et sanctificationis in nomine … nunc et per omnia in saecula saeculorum“ (Ich salbe dich mit Öl und Chrisam des Heils und der Heiligung auf den Namen… jetzt und für immer in Ewigkeit.) und „operare creatura olei operare in nomine…“
- Einkleidung mit dem Gewand durch den Diakon, mit den üblichen Worten (durch den Priester), „Accipe vestem candidam“ (Nimm das weiße Gewand) etc.
- Zeichnung der Hände – Der Priester sagt: „Aperiatur manus pueri“ (Es möge die Hand des Knaben geöffnet werden) und „Signum crucis Christi accipe in manum tuam dexteram et conservet te in vitam aeternam“ (Nimm hin das Zeichen des Kreuzes Christi in deiner rechten Hand, dass es dich erhalte zum ewigen Leben). Warren fand eine gleichlautende Zeremonie in einem Ritual aus dem 11. Jahrhundert aus Jumièges, sonst ist dies nicht bekannt.
- Fußwaschung – diese Zeremonie ist charakteristisch gallikanisch und keltisch. Sie kommt in römischen Büchern nicht vor. Beim Council von Elvira in Iberien 305 wurde angeordnet, dass dies von Dienern und nicht von Priestern vollzogen werden solle. Die Stowe-Form beginnt mit Versen aus den Psalmen, „Lucerna pedibus“ und anderen, mit Halleluias. Dann folgt eine Formel und ein Gebet, die beide auf die Fußwaschung Jesu an seinen Jüngern Bezug nehmen.
- Kommunion – "Corpus et sanguinis [sic] D.N.J.C. sit tibi in vitam aeternam (Leib und Blut unseres Herrn Jesus Christus sei Dir zum ewigen Leben), gefolgt von Dankgebeten für Kommunion und Taufe. Am Ende steht ein Segen des Wassers (wie im gregorianischen Ritus) und ein Exorzismus (wie in gallikanischen und ambrosianischen Büchern, sowie im mozarabischen Liber Ordinum). Diese Stücke sind deutlich deplatziert, falls sie jemals zum Taufformular gehört haben. Es ist jedoch möglich, dass sie zur Ordnung des Krankenbesuchs gehören, der sich im Manuskript unmittelbar anschließt. Dieser Gottesdienst hat im Book of Mulling einen Wassersegen als Anfang.

### Krankenbesuche, Salbung und Krankenkommunion
Für Krankenbesuche und Salbung gibt es vier erhaltene Formen: Im Stowe-Missale und dem Book of Dimma haben sich die längsten und vollständigsten erhalten, die auch ziemlich genau übereinstimmen. Das Book of Mulling unterscheidet sich in den einleitenden Bittgebeten und darin, dass es mit einem Wassersegen und dem Segen des Kranken beginnt. Der letztere erscheint im Stowe und im Dimma in einer unterschiedlichen Ausführung am Ende, auch wenn es mit dem Dimma darin übereinstimmt, dass es das Bekenntnis einfügt. Die Form im Book of Deer verzeichnet nur die Kommunion, die substantiell mit den anderen drei übereinstimmt. Die Ordnung nach dem Stowe lautet:
- Wassersegen – „Benedic, Domine, hanc creaturam aquae“ („Segne, Herr, dieses geschaffene Wasser“ – gregorianisch) und „Exorcizo te spiritus immunde“ (Ich exorziere dich, o unreiner Geist). Diese Formeln finden sich in der Bobbio-Taufform vor dem „Ephpheta“ und in einem ambrosianischen Formular (zitiert bei Martène), doch bei beiden handelt es sich um einen „exorcismus hominis“, einen Exorzismus eines kranken Menschen. Warren hält dafür, dass diese beiden zur Taufordnung gehören, stehen aber im Zusammenhang mit der „Benedictio super aquam“ und der „Benedictio hominis“ (Segen über dem Wasser bzw. Segen des Menschen) im Book of Mulling.
- Präfatio – im gallikanischen Sinn, „Oremus fratres, Dominum Deum nostrum pro fratre nostro“ (Lasst uns beten, Brüder, zum Herrn, unserem Gott, für unseren Bruder, i. e., den Kranken), gefolgt von sechs Kollekten, die alle, außer einem und der Praefatio im Dimma vorkommen.
- Zwei Evangelien. Mat. 22, 23.29–33, und 24, 29–31. Das erste davon auch im Dimma, wo auch eine Epistel gelesen wird, 1. Kor. 15, 19–22.
- Salbung. Im Dimma wird dies durch eine Deklaration des Glaubens an die Dreieinigkeit, das ewige Leben und die Auferstehung eingeleitet. Im Mullingfolgt das Bekenntnis auf die Salbung. Die Formel lautet „ungo te de oleo sanctificato ut salveris in nomine … in saecula“ (Ich salbe dich mit dem Öl der Heiligung, dass du mögest gerettet sein im Namen… auf ewig.), im Dimma „Ungo te de oleo sanctificato in nomine Trinitatis ut salveris in saecula saeculorum“ (… im Namen der Dreieinigkeit …), und im Mulling „Ungo te de oleo sanctificationis in nomine dei patris et filii et spiritus sancti ut salveris in nomine sancti trinitatis“ (… im Namen Gottes, des Vaters, des Sohnes und des Heiligen Geistes, dass du mögest gerettet sein im Namen der Dreieinigkeit). Die Formeln der alten ambrosianischen Rituale und im vor-Tridentinischen Ritus des venetianischen Patriarchats begannen mit „Ungo te oleo sanctificato“ (Ich salbe dich mit dem Öl der Heiligung). Eine sehr ähnliche Form fand Martene in einem  Brevier (Vol. IV, 241) aus dem 12. Jahrhundert vom Monte Cassino, und ein weiteres wird von Gastoue (Rassegna Gregoriana, 1903) in einem Ritual aus Asti (10. Jh.) beschrieben. Die römischen und modernen ambrosianischen Formeln beginnen mit „Per istam unctionem“ (Durch diese Salbung). Es wird nicht erwähnt, welche Körperteile gesalbt werden.
- Vaterunser – mit der Einleitung „Concede Domine nobis famulis tuis“ (Herr, steh uns, deinen Dienern, bei) und Einschluss „libera nos Domine“ (Befreie uns, Herr). Das Dimma verwendet dieselbe Einleitung aber nach dem Gebet wird der Kranke angewiesen die Worte nachzusprechen: „Agnosce, Domine, verba quae precepisti“ (Ich weiß nicht Herr, die Wort, die du vorschreibst). Als eine alternative Einleitung führen Mulling und Deer: „Creator naturarum omnium“ (Schöpfer aller Geschöpfe). In jedem Fall gehen Pater Noster und seine Beiworte der Kommunion voraus.
- Drei Gebete für den Kranken, die sich auf die Kommunion beziehen – nicht in Dimma, Mulling, oder Deer. eines davon findet sich im derzeitigen römischen Ritual „Domine sancte Pater te fideliter“ (Herr, heiliger Vater, dich gläubig…).
- Friedensgruß – „Pax et caritas D.N.J.C.“ (Der Frieden und die Liebe unseres Herrn Jesus Christus), so, wie in der Messe.
- Kommunion. Die Spendeworte im Stowe lauten: „Corpus et sanguis D.N.J.C. fili Dei vivi altissimi, et reliqua“ (Leib und Blut unseres Herrn Jesus Christus, dem Sohn des lebenden höchsten Gottes, und sein Überrest). Das Dimma lässt „altissimi“ aus und endet mit „conservat animam tuam in vitam aeternam“ (erhalte deine Seele zum ewigen Leben). Das Mulling spricht: „Corpus cum sanguine D.N.J.C. sanitas sit tibi in vitam aeternam“ (Der Leib mit dem Blut unseres Herrn Jesus Christus sei Gesundheit für dich zum ewigen Leben). Das Deer lautet gleich, mit dem alternativen Schluss „in vitam perpetuam et salutem“ (zum beständigen Leben und zur Gesundheit). Dann folgen Kommunion-Hymnen vergleichbar denen in der Messe, die abweichen in Reihenfolge und Auswahl zwischen der Stowe Messe, dem Stowe, Dimma, Mulling und Deer, sowie im Antiphonale von Bangor.
- Danksagung – „Deus tibi gratias agimus“ (Gott, wir danken dir). Im Dimma, Mulling, und Deer. In diesen Ordnungen beendet es den Gottesdienst. Im Dimma wird es gefolgt vom Segen.
- Segen – „Benedicat tibi Dominus et custodiat te“ (Es segne dich der Herr und beschütze dich), gefolgt vom Kreuzzeichen und dem Friedensgruß „pax tibi in vitam aeternam“ (Frieden sei mit dir zum ewigen Leben).

### Kirchweihen
Im Leabhar Breac findet sich ein Traktat, das die Kirchweihe beschreibt, eine Zeremonie, die in fünf Teile gegliedert ist: Weihe des Bodens, des Altars und der Einrichtungsgegenstände, Weihe außerhalb der Türen, Besprengung innen und Besprengung außen. Zur Weihe des Bodens wird zweimalig das Alphabet darauf geschrieben. Es gibt die Vorschrift, am Altar sieben Kreuze zu schlagen, und keinen Hinweis auf Reliquien.
Im Großen und Ganzen scheint der Gottesdienst demselben Muster zu folgen wie der römische Weihgottesdienst, auch wenn er sich in Details davon unterscheidet.